# Робърт Кенеди-младши
Робърт Франсис Кенеди-младши (на английски: Robert Francis Kennedy Jr.) е американски екологичен адвокат, автор и активист. Кенеди е председател на борда на Асоциацията на защитниците на водата, природозащитна организация с нестопанска цел, която той помага да се открие през 1999 година.
От 1986 г. до 2017 г. Кенеди е старши адвокат на Съвета за защита на природните ресурси, организация с нестопанска цел в областта на околната среда. Той служи от 1984 до 2017 г. като член на борда и главен прокурор на Хъдсън Ривъркипър
В продължение на повече от тридесет години Кенеди е професор по екологично право в Университет Пейс в Уайт Плейнс, Ню Йорк. До август 2017 г. той също заема длъжността надзорен адвокат и съдиректор на клиниката по разрешаване на екологични спорове на университета, която той основава през 1987 г. Той е почетен професор в Университет Пейс.
Кенеди е домакин на Ring of fire, национална синдикална американска радиопрограма и е написал или редактирал десет книги, включително два бестселъра и три детски книги
На 14 ноември 2024г. Кенеди е номиниран за министър на здравеопазването и човешките ресурси в бъдещата администрация във втория мандат на президента Доналд Тръмп. Ако Кенеди стане здравен министър, той ще бъде третия член на семейството си, който да служи във федералното правителство след чичо си Джон Кенеди - президент на САЩ (1961-1963) и баща си Робърт Кенеди - главен прокурор (1961-1964).
Майка на Робърт Кенеди младши е Етел Скакел (р. 1928) съпруга на Робърт Ф. Кенеди.